# Guillermo Sheridan
Guillermo Sheridan Prieto (Ciudad de México, 27 de agosto de 1950) es un escritor, periodista, crítico literario, y académico mexicano.

## Trayectoria
Se formó en la Ciudad de México, Guadalajara y Monterrey. Estudió la licenciatura en letras en la Universidad Iberoamericana, la maestría en la Universidad de Anglia del Este (Inglaterra) y en la Universidad Nacional Autónoma de México (UNAM) y el doctorado en la UNAM. Fue maestro de secundaria y preparatoria a partir de 1970. Dio clases en la Universidad Iberoamericana, en la Facultad de Filosofía y Letras de la UNAM y en El Colegio de México. Es investigador desde 1978, adscrito al Centro de Estudios Literarios del Instituto de Investigaciones Filológicas de la UNAM e investigador nacional en el Sistema Nacional de Investigadores desde 1987, y tiene el nivel III desde 1998. Ha sido académico visitante en universidades de Escocia, Francia y Estados Unidos.
Fuera de la academia, desde 1980 ha sido comentarista de la vida cotidiana y editorialista sobre asuntos culturales, políticos y universitarios en el suplemento «Sábado» del diario Unomásuno y en los diarios La Jornada y Reforma, así como en las revistas Proceso, Vuelta y Letras Libres, donde tuvo una columna mensual desde 1999 y donde también llevó un blog titulado El minutario. Desde mayo del 2009 publica una columna semanal en el diario El Universal. 
Ha colaborado desde 1980 con el cineasta Nicolás Echevarría en algunos, de los más conocidos, de sus documentales etnográficos: guion de largometrajes Cabeza de Vaca, Niño Fidencio, el taumaturgo de Espinazo, San Cristóbal: la monumentalidad en la plástica mexicana, Los guardianes de la fe y Las puertas del tiempo para el Museo Nacional de Antropología.
Ingresó a la Academia Mexicana de la Lengua en 2013.

## Obras

### Sobre los últimos modernistas
- José Juan Tablada: Diario (1900-1944) (edición crítica, México, 1993).
- José Juan Tablada: Muestrario” (antología crítica, Málaga, España, 1993).
- Un corazón adicto: la vida de Ramón López Velarde (México, 1989).
- Un corazón adicto y otros ensayos velardeanos (México, 2001).
- Ramón López Velarde: Correspondencia con Eduardo J. Correa y otros escritos juveniles (1905-1913) (edición crítica, México, 1991).
- Ramón López Velarde: Poesía y poética (edición crítica, Caracas, Venezuela, 2007).

### Sobre Los Contemporáneos
- Monólogos en espiral (la narrativa de Los Contemporáneos), (antología crítica, México, 1982).
- Los Contemporáneos ayer (ensayo, 1985).
- Antología de la poesía mexicana moderna (1928), de Jorge Cuesta, 1986.
- Índices de Contemporáneos (ensayo, 1988).
- José Gorostiza y Carlos Pellicer: Correspondencia (1918-1928), 1993.
- José Gorostiza: Epistolario (1918-1940), 1995.
- José Gorostiza: Poesía completa, 1996.
- México en 1932: la polémica nacionalista (ensayo, 1999).
- Tres ensayos sobre Gilberto Owen (ensayos, 2008).
- El Río Sin Tacto: The Story of the 1928 Emilio Amero – Gilberto Owen collaboration, con Andrew Phelan (ensayo, Oklahoma, EUA, 2009).
- Señales debidas (ensayos sobre Los Contemporáneos, 2011).
- Malas palabras: Jorge Cuesta y la revista Examen (1932) (ensayo, 2011).

### Sobre Octavio Paz
- Poeta con paisaje: ensayos sobre la vida de Octavio Paz (volumen 1) (ensayos, 2004).
- El filo del ideal: Octavio Paz en la Guerra Civil Española (ensayos, Madrid, 2008).
- Habitación con retratos: ensayos sobre la vida de Octavio Paz (volumen 2) (ensayos, 2015).
- Los idilios salvajes: ensayos sobre la vida de Octavio Paz (volumen 3) (ensayos, 2016).
- Odi et amo: las cartas a Helena (edición crítica, México, 2021).
- Octavio Paz: los años en San Ildefonso (ensayos y antología, en colaboración con Ángel Gilberto Adame, México, 2022).

### Ensayos literarios
- Paralelos y meridianos (ensayos, 2010).
- Efraín Huerta: Aurora roja (crónicas en tiempos de Lázaro Cárdenas) (edición crítica, 2007).
- Ignacio Chávez: Epistolario selecto (1929-1979) (edición crítica, en colaboración con Fabienne Bradu, 1997).
- Julio Jiménez Rueda: El México que yo viví, (edición crítica, 2003).
- Breve revistero mexicano (ensayos, 2019).

### Artículos, crónicas, narrativa
- Frontera norte (crónicas, 1988).
- Cartas de Copilco (crónicas, 1994).
- Álvar Núñez Cabeza de Vaca, con prólogo de Álvaro Mutis (relato cinematográfico, 1994).
- El dedo de oro (novela, 1996).
- Lugar a dudas (crónicas, 2000).
- Allá en el campus grande (ensayos y crónicas, 2001).
- Diálogos para la reforma de la UNAM (ensayo, 2001).
- El encarguito (crónicas, 2007).
- Viaje al centro de mi tierra (crónicas, 2011).
- Toda una vida estaría conmigo (crónicas, 2014).
- Paseos por la calle de la amargura (crónicas, 2018).
- El hablador y el cojo (crónicas, 2022).
- El dedo de oro (transformado) (novela, 2024).

### Sobre fotografía
- Eyes in his Eyes: Manuel Álvarez Bravo (DAP, Los Ángeles, 2007).
- Graciela Iturbide: Paths, Frontiers, Mirrors (Museo de Bellas Artes, Boston, 2019).
- Graciela Iturbide (Troconi-Letayf & Campbell, 2020).

## Premios, reconocimientos y distinciones
- Premio "Xavier Villaurrutia" de escritores para escritores, 1989.
- Premio Hispanoamericano de poesía "Ramón López Velarde", del gobierno de Zacatecas, 2014
- Premio Nacional de Periodismo Cultural "Fernando Benítez" de la Feria Internacional del Libro de Guadalajara, 2011.
- "Premio Mazatlán de Literatura", 2017 (no recibido por no poder asistir a la ceremonia).
- Premio "Jorge Ibargüengoitia" de literatura de la Universidad de Guanajuato, 2019.
- Premio Nacional de comunicación "José Pagés Llergo", 2023.